# Culot (barrage)
Pour les articles homonymes, voir Culot.
Le culot d'un barrage est le volume d'eau, généralement riche en matière sédimentée, situé au fond de la retenue d'eau. Il s'agit généralement du volume d'eau situé sous la vanne de vidange la plus basse, et qui ne peut donc pas être vidangé gravitairement.